# Řád vítězství
Řád vítězství (rusky Орден «Победа») byl nejvyšší sovětský vojenský řád založený prezidiem Nejvyššího sovětu Sovětského svazu v roce 1943. Celkem bylo uděleno 20 řádů.

## Historie
Řád byl založen prezidiem Nejvyššího sovětu Sovětského svazu dne 8. listopadu 1943 Zákonem o zřízení Řádu Vítězství. Dekretem prezidia ze dne 18. srpna 1944 byl schválen vzhled jeho insignií i způsob nošení tohoto vyznamenání. Celkem bylo uděleno 20 ocenění, poslední z nich, udělený 20. února 1978 Leonidu Iljiči Brežněvovi, mu však byl po jeho smrti odebrán.
V roce 1943, po velkém obratu průběhu Velké vlastenecké války, chtělo vedení země zavést vysoký vojenský řád, který by byl udílen významným vysoce postaveným sovětským velitelům. Vytvořením návrhu na vzhled vyznamenání bylo pověřeno několik medailérů. Původně měl být s vyznamenání udílen i čestný titul Za věrnost vlasti.
Jedním z prvních, který předložil svůj návrh k posouzení byl plukovník N. S. Nějolov, který jej představil v červenci 1943. Tato verze však nebyla schválena. Z několika dalších možností byl vybrán návrh hlavního umělce technické komise hlavního proviantního ředitelství logistiky A. I. Kuzněcova, který byl autorem i Řádu vlastenecké války. První vzorek byl dne 25. října 1943 předán Josifu Vissarionoviči Stalinovi. Řád měl podobu pěticípé hvězdy s centrálním kulatým medailonem s podobiznami Lenina a Stalina. Ani tento návrh nebyl schválen. Stalin projevil přání, aby byla ve středovém medailonu zobrazena Spasská věž nacházející se v areálu Moskevského Kremlu. Dne 29. října 1943 představil Kuzněcov několik nových skic, z nichž si Stalin jednu vybral. Zároveň byl autor vyzván, aby svůj návrh poupravil. Obrázek Spasské věže měl být větší a vyobrazen i s částí kremelské zdi a pozadí mělo být modré. Dne 5. listopadu byla vyrobena zkušební kopie řádu, vyrobená z platiny, diamantů a rubínů, která byla nakonec schválena.
Vzhledem k tomu, že k výrobě insignií bylo zapotřebí drahých kovů jako zlato a platina, diamantů a rubínů, byla jejich výroba svěřena Moskevské továrně na šperky a hodinky. Mělo být vyrobeno 30 exemplářů. Podle výpočtu odborníků bylo k výrobě každého exempláře potřeba 180 diamantů a 300 gramů platiny. Během výroby čelil klenotník I. F. Kazjonnov problému, neboť přírodní rubíny měly různé odstíny červené a nebylo možné barvu sjednotit. Proto bylo rozhodnuto o použití umělých rubínů, ze kterých bylo možné získat požadovaný počet kusů stejné barvy.

Průzkum exemplářů tohoto řádu nacházejících se v Moskevských kremelských muzeích provedený v roce 2010 prokázal, že k výrobě byly použity diamanty z carských řádů a dalších předmětů pocházejících z předválečného období. Nakonec bylo vyrobeno 22 exemplářů, z nichž dva nebyly nikomu uděleny.

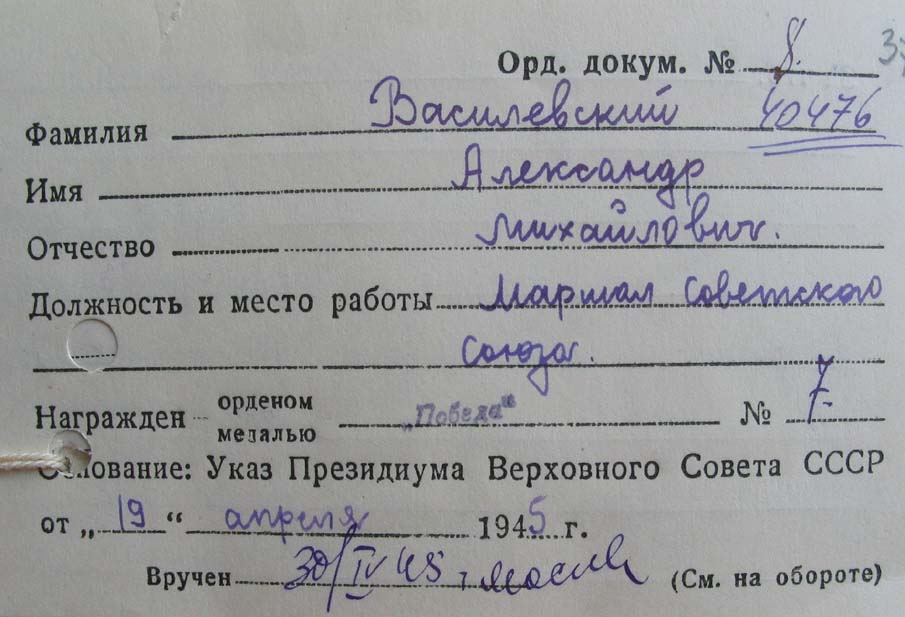
Osvědčení o udělení druhého řádu A. Vasilivskému

První ocenění bylo uděleno 10. dubna 1944 veliteli 1. ukrajinského frontu maršálu Sovětského svazu G. K. Žukovovi. Druhý řád obdržel náčelník generálního štábu maršál Sovětského svazu Alexandr Vasilevskij. Třetí řád byl udělen J. V. Stalinovi.
K dalšímu udělení těchto vyznamenání došlo až 30. března 1945, kdy byl udělen veliteli 1. běloruského frontu maršálu Sovětského svazu G. K. Žukovovi za obratné plnění úkolů nejvyššího vrchního velení, veliteli 2. běloruského frontu maršálu Sovětského svazu K. K. Rokossovskému za osvobození Polska a veliteli 1. ukrajinského frontu maršálu Sovětského svazu I. S. Koněvovi za osvobození Polska a překročení Odry.
Dne 19. dubna 1945 bylo vyznamenání opět uděleno A. Vasilevskému, který v té době velel 3. běloruskému frontu. 26. dubna vyznamenání obdržel velitel 2. ukrajinského frontu maršál Sovětského svazu R. J. Malinovskij a velitel 3. ukrajinského frontu maršál Sovětského svazu F. I. Tolbuchin. Oba byli oceněni za tvrdé a krvavé boje na území Maďarska a Rakouska.
Dne 31. května 1945 byl řád udělen veliteli Leningradského frontu maršálu Sovětského svazu L. A. Govorovovi za porážku německých vojsk v oblasti Leningradu a v pobaltských státech. Dne 4. června 1945 byl udělen dalším dvěma velitelům za plánování bojových operací a koordinaci frontových operací po celou dobu války, a to zástupci vrchního velitele vrchního velení Sovětského svazu S. K. Timošenkovi a náčelníku generálního štábu A. I. Antonovovi. Dne 26. června 1945 byl podruhé řádem vyznamenán J. V. Stalin. Dne 8. září 1945 byl řád udělen veliteli Dálnovýchodního frontu maršálu Sovětského svazu K. A. Mereckovovi.
Řád měl být udělen i armádnímu generálu I. D. Čerňachovskému. Udělení řádu bylo naplánováno na 23. února 1945, ale kvůli náhlému úmrtí generála dne 18. února poblíž Pieniężnu k udělení řádu nedošlo.
Po konci druhé světové války bylo dekretem z 5. června 1945 rozhodnuto o udělení řádu spojeneckým velitelům za jejich mimořádné úspěchy při vedení vojenských operací, díky čemuž bylo dosaženo vítězství nad Německem. Řád tak byl udělen generálu D. D. Eisenhowerovi a polnímu maršálovi B. L. Montgomerymu.
Dne 23. srpna 1944 nechal král Michal I. zatknout členy rumunské vlády, kteří během války spolupracovali s nacistickým Německem. Za tento čin byl dne 6. července 1945 vyznamenán Řádem vítězství. V předávacím dekretu bylo uvedeno, že byl řád udělen za odvážný čin rozhodného obratu v rumunské politice směrem k rozchodu s hitlerovským Německem v době, kdy ještě nebylo o porážce Německa jasně rozhodnuto.
Polský maršál Michał Rola-Żymierski obdržel toto vyznamenání dne 9. srpna 1945 za vynikající zásluhy při organizování ozbrojených sil Polska a za úspěšné vedení vojenských operací polské armády v rozhodujících bitvách proti společnému nepříteli, nacistickému Německu.
Posledním zahraničením držitelem řádu se 9. září 1945 stal jugoslávský maršál Josip Broz Tito, který jej obdržel za mimořádný úspěch při provádění rozsáhlých vojenských operací, jenž přispěly k vítězství spojenců nad nacistickým Německem.
V roce 1966 měl být řád udělen francouzskému prezidentu Charlesi de Gaullovi během jeho návštěvy Sovětského svazu. K jeho udělení však nikdy nedošlo.
Dne 20. února 1978 přijalo prezidium Nejvyššího sovětu Sovětského svazu dekret o udělení vyznamenání generálnímu tajemníkovi ÚV KSSS, předsedovy prezidia Nejvyššího sovětu SSSR a předsedovy Rady obrany SSR Leonidu Iljiči Brežněvovi. Toto udělení řádu však neodpovídalo statutu řádu. Prezidium se však ani během války často statutem jednotlivých řádů neřídilo, například i udělení tohoto řádu zahraničním velitelům neodpovídalo statutu řádu. Dne 21. září 1989 podepsal předseda Nejvyššího sovětu SSSR Michail Gorbačov dekret, kterým se udělení řádu Brežněvovi rušilo s tím, že jeho udělení bylo v rozporu se stanovami řádu.

### Osudy jednotlivých vyznamenání
Všechny exempláře udělené sovětským velitelům se nachází v Rusku. Pět z nich (řády Žukova, Vasilivského a Malinovského) je v Ústředním muzeu ozbrojených sil. Ve Vítězné síni tohoto muzea jsou vystaveny kopie řádů, originály jsou uloženy v depozitáři. Další exempláře byly uloženy v Kanceláři prezidenta Ruské federace pro personální otázky a státní vyznamenání. V roce 2005 byl řád patřící L. I. Brežněvovi darován Moskevským kremelským muzeím. V roce 2010 bylo muzeím předáno i osm dalších exemplářů.
Vyznamenání patřící Eisenhowerovi se nachází v Memorial Library v jeho rodném městě Abilene v Kansasu. Montgomeryho vyznamenání je vystaveno v Imperial War Museum. Osud exempláře patřícímu králi Michalu I. je nejistý.

## Pravidla udílení
Řád byl udílen vysokým sovětským velitelům Rudé armády za úspěšné velení vojenským operacím, které svým rozsahem v důsledku znamenaly radikální změnu v průběhu války ve prospěch Sovětského svazu.

## Insignie
Řád má tvar konvexní pěticípé rubínové hvězdy lemované diamanty. Mezi cípy hvězdy jsou shluky paprsků také zdobené diamanty. Uprostřed je kulatý modře smaltovaný medailon. Ve spodní části při vnějším okraji je vavřínovo-dubový věnec. Uprostřed je kremelská zeď s Leninovým mauzoleem a Spasskou věží. Nad výjevem je nápis v cyrilici ПОБЕДА (vítězství). Na zadní straně je zaoblená stříbrná deska s pěti nýty, v jejímž středu je stříbrný čep se závitem. Upínací matice kulatého tvaru o průměru 14 až 16 mm je vyrobena ze stříbra. Na štítu a na matici je sériové číslo vyznamenání.
Odznak je vyroben z platiny a zdoben zlatem, stříbrem, smaltem, pěti umělými rubíny a 174 drobnými diamanty. Velikost hvězdy je 72 mm. Průměr středového medailonu je 31 mm. Celková hmotnost insignie je 78 g. Obsah platiny je 47 g, zlata 2 g a stříbra 19 g. Odznak řádu je kompozičně složitý a skládá se z řady prvků. Základní hvězda je vyrobena z platiny, středový medailon je ze stříbra pokrytého smaltem. Ústřední výzdobný motiv je pozlacen.
Stuha z hedvábného moaré je široká 46 mm. Kombinuje barvy šesti dalších sovětských řádů oddělených bílými proužky o šířce půl milimetru. Zleva jde o oranžový proužek s černým proužkem uprostřed Řádu slávy, modrý proužek Řádu Bohdana Chmelnického, vínový proužek Řádu Alexandra Něvského, tmavě modrý proužek Řádu Kutuzova a zelený proužek Řádu Suvorova. Uprostřed stuhy je 15 mm široký proužek červené barvy symbolizující Leninův řád. Stužka se nosí na obdélníkovém proužku širokém 46 mm a vysokém 8 mm. Je tak o 10 mm širší než stužky jiných řádů a medailí.
Požadavek na velikost stuhy byl v praxi kvůli omezenému prostoru na uniformě obtížně splnitelný. Dne 30. června 1955 bylo na příkaz ministra obrany č. 105 zavedeno pravidlo nosit stužku Řádu vítězství nad ostatními stužkami.

## Fotogalerie

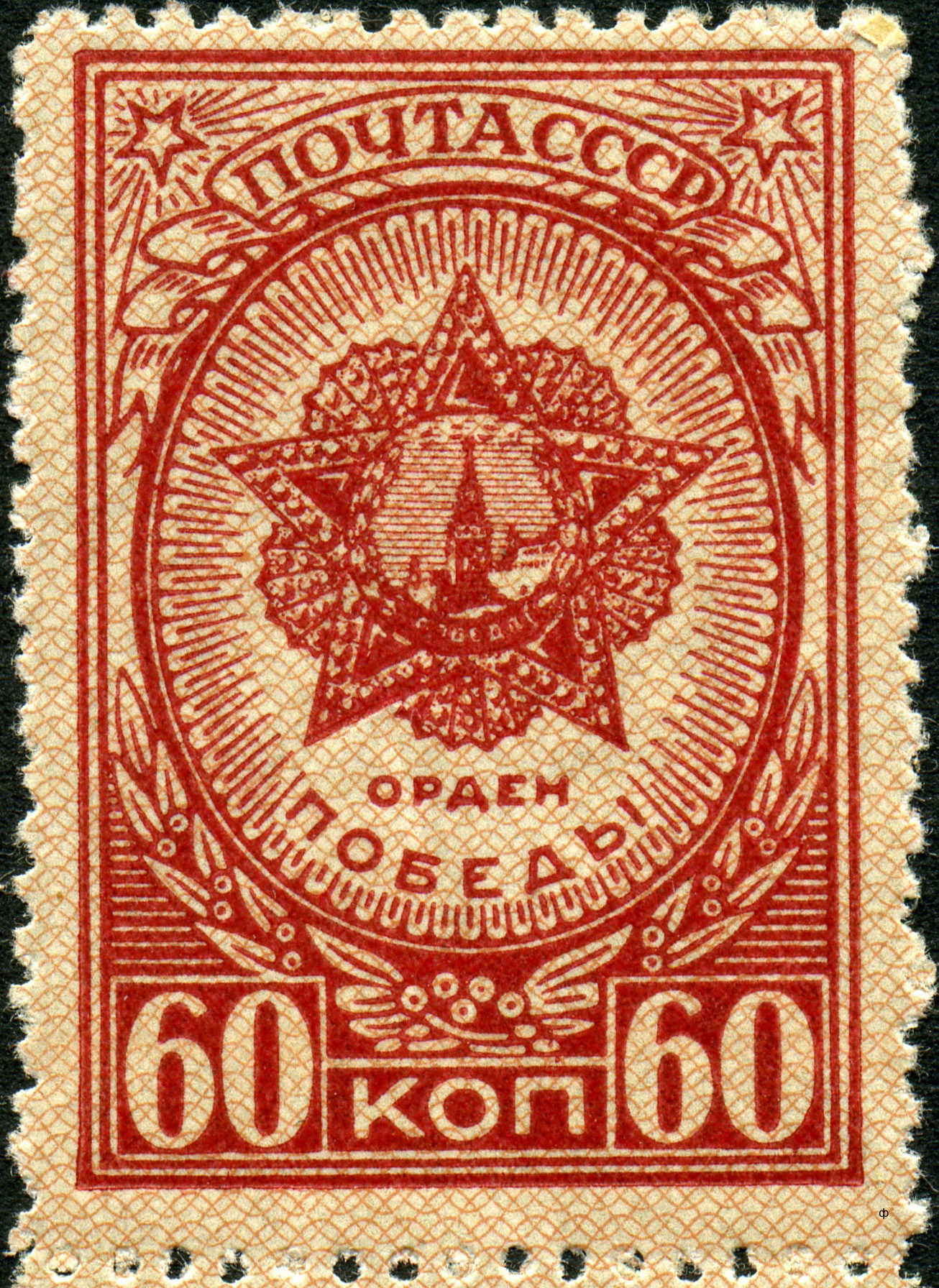
Sovětská poštovní známka z roku 1945 s vyobrazením Řádu vítězství
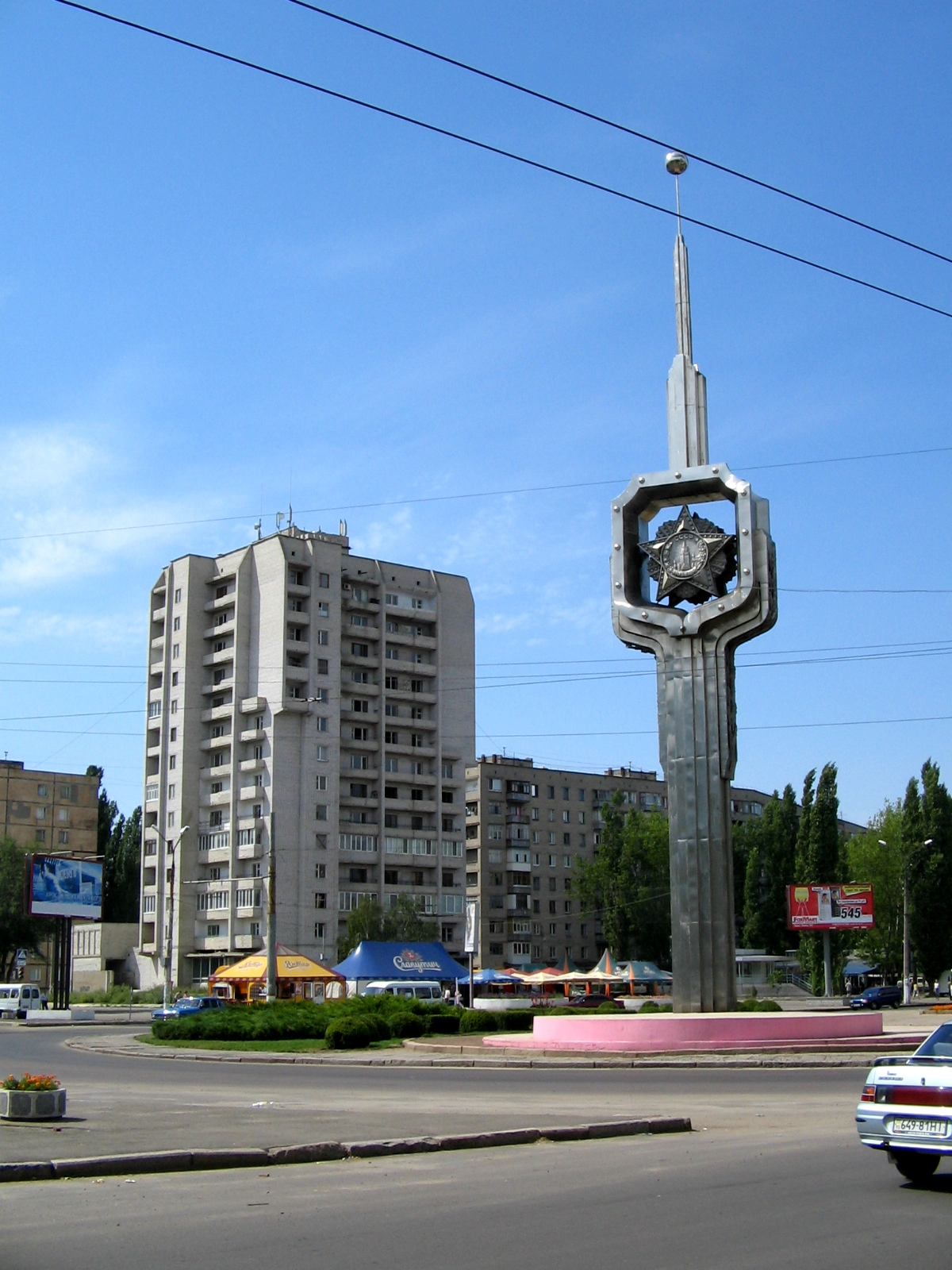
Řád vítězství na stéle na Mírovém náměstí v Mykolajivu